# De mare van de witte toren
De mare van de witte toren is een Nederlandstalig kinderboek, geschreven door Alet Schouten. Het werd uitgegeven in 1970 door Van Holkema & Warendorf (Bussum). Het was het tweede boek dat van deze schrijfster verscheen.
De omslag was van Robert Nix, de illustraties waren van de hand van Alet Schouten zelf. Na drie herdrukken verscheen het in de omnibus 5x bekroond (1989). Doelgroep: 10-14 jaar.

## Prijzen
In 1971 werd het boek bekroond met de Gouden Griffel. Het kreeg bovendien de Prijs van de Amsterdamse Kinderjury.
Later won Schouten ook nog een Gouden Griffel voor Iolo komt niet spelen (1975) en een Zilveren Griffel voor Het huis van Roos en Lap (1979).

## Inhoud
Zevenbeer is de zoon van een Romeinse soldaat en een Germaanse vrouw. Hij woont in een Romeins dorp in Brittannië. Door de komst van een vreemdeling begint hij aan een lange en spannende reis, een zoektocht naar het geheim van zijn afkomst. Hij komt hierbij met allerlei Germaanse gebruiken in aanraking, maakt avonturen mee, doorstaat ontberingen en wordt langzaam maar zeker volwassen.
Hoewel het verhaal speelt tegen een historische achtergrond, legt Schouten niet veel nadruk op allerlei precieze historische feiten, maar speelt het meer in een gefingeerde, mythische wereld.

## Boekbesprekingen
Na verschijning en na de toekenning van de Gouden Griffel verschenen er in verschillende kranten besprekingen van het boek.
- (...) schrijven (was) niet haar grootste liefde. Dat was tekenen (...). Vooral haar belangstelling voor geschiedenis, archeologie, antropologie en sagen en legenden en hun achtergronden vonden hun neerslag in deze boeken. (...) De illustraties doen plezierig aan en geven wel iets van de sfeer weer. Alleen lijkt Zevenbeer soms wel erg kinderlijk". (W. Goeman-Van Randen, Leeuwarder courant, 1971).[1]

## Trivia
- Alet Schouten had een tekenopleiding gevolgd en illustreerde verschillende van haar eigen verhalen en boeken.